# NGC 673
NGC 673 è una galassia a spirale intermedia situata nella costellazione dell'Ariete, a una distanza di circa 235 milioni di anni luce dalla nostra Via Lattea.

## Scoperta
NGC 673 è stata scoperta il 4 settembre 1786 dall'astronomo britannico di origine tedesca William Herschel.

## Descrizione
NGC 673 ha una classe di luminosità III e presenta una larga riga a 21 cm dell'idrogeno neutro.

## Gruppo di IC 1723
La galassia NGC 673 fa parte del Gruppo di IC 1723, un raggruppamento che contiene almeno 19 galassie.
Oltre a IC 1723, le principali galassie di questo gruppo sono NGC 665, NGC 671, NGC 673, NGC 677, NGC 683, IC 156 e IC 162.
Alcune di queste galassie (come NGC 683) erano state incluse da Garcia nel Gruppo di NGC 673, mentre altre (come NGC 671 e NGC 677) erano state incluse da Mahtessian nel Gruppo di NGC 671. Tutte le galassie dei due gruppi sono ora state riunite in un unico gruppo denominato Gruppo di IC 1723, dal nome della galassia più grande del gruppo.

## Supernova
Due supernove sono state scoperte all'interno di NGC 673: SN 1996bo e SN 2001fa.

### SN 1996bo
Questa supernova è stata scoperta il 18 ottobre 1996 in modo indipendente dall'astrofilo britannico Mark Armstrong e dai cinesi Weidong Li, Qiran Qiao, Yulei Qiu e Jingyao Hu del Beijing Astronomical Observatory (BAO). La supernova è stata classificata di  tipo Ia.

### SN 2001fa
Questa supernova è stata scoperta il 18 ottobre 2001 da M. Papenkova e W. D. Li dell'Università della California - Berkeley nel corso del programma LOTOSS dell'Osservatorio Lick.. La supernova è stata classificata di tipo II n.